# Стамболово (област Велико Търново)
Вижте пояснителната страница за други значения на Стамболово.
Стамболово е село в Северна България. То се намира в община Павликени, област Велико Търново. Първоначално носи името Омур бей кьой, по-късно Долни турчета, а през 1893 година е преименувано в Стамболово на името на Стефан Стамболов, през управлението на когото е построен каменният мост над р. Росица на шосето В. Търново – Плевен.

## География
Селото се намира на 37 км северозападно от Велико Търново, на 6 км източно от Павликени. Стамболово е разположено в плодородна долина, пресечена от река Росица. Напоява се от два надлъжни и много напречни канали на язовир „Александър Стамболийски“ и две помпени станции. През селото минава шосето В. Търново – Плевен, а на север до самото село минава жп линията София – Варна, на която през 1921 година е построена жп гара Михалци – Стамболово.
В центъра на селото е оформен малък площад, около който се издигат обществени здания: дом на ОБНС, бившия дом на ТКЗС, търговска сграда и църква, а близо зад нея – училище. Малко по̀ на север е детски дом. В градинка пред църквата е построен скромен паметник, с който жителите на селото са увековечили паметта и подвига на 25 свои съселяни, останали по бойните полета през войните 1912 – 1913, 1915 – 1918 г. и Отечествената война 1944 – 1945 г.

## История
Въпреки че не са правени археологически разкопки в землището на село Стамболово, намерените оръдия на труда в местността Бабина, свидетелствуват за евентуално обитаване на долината на река Росица през новокаменната и каменно-медната епоха. На десния бряг на р. Росица, източно от овцефермата, в местността Могилите до неотдавна можеше да се регистрира наличието на 10 – 15 надгробни могили, които със сигурност могат да се причислят към тракийските погребални практики и да бъдат взети като доказателство за дългогодишно обитаване на тракийски племена в тези земи. Това се подкрепя и от останки от зидове на стари селища в местностите Елията, Кас чеир и „над зеленчуковите градини“, както и от намерената през 1958 г. в м. Драките оброчна плочка с релефно изображение на бог Херос, известен като Тракийски конник и свързан с вярата на траките в задгробния живот, в безсмъртието на предците и героите, както и на плодородието и изобилието.
В началото на Новата ера траките стават обект на римската завоевателна политика и през 46 година всички тракийски племена на юг от Дунава са покорени и включени в пределите на Римската империя. Павкликенският край влиза в границите на римската провинция Мизия.
Най-ясно следите на римското владичество в Стамболово се виждат в местността Боаза, където са разкрити останки от дебели зидове от римски постройки (вероятно обществени), широки римски керемиди и капаци, римски тухли, много фрагменти от разни съдове, римски монети от I–IV век, сечени предимно в Никополис ад Иструм. Не е изключено през землището на с. Стамболово да е минавал римският път от Никополис ад Иструм за големите керамични работилници край гр. Павликени и с. Бутово, разкрити през миналия век, и оттам за античния град Мелта (Ловеч) и Сердика.
Наличието на археологическите останки от римско селище и надгробните тракийски могили в посочените местности на землището на с. Стамболово представляват своеобразно вплитане на двете култури – тракийската и римската.
В началото на III век започват нашествията на т.нар. в науката „варварски племена“, главно по земите между Стара планина и Дунав, като през 245 година от готите е бил разрушен Никополис ад Иструм, както и римското селище в м. Боаза. Първо са набезите на готите (238 – 244 г. до 284 – 305 г.), след това на вестготите (373) и хуните (441 г.). Готите се заселват тук до около V век. Непрекъснатите варварски нашествия и движение на племена, увеличава етническата пъстрота в земите между Дунава и Стара планина и довежда до обезличаване и асимилация на тракийското население. При такава пъстрота на етническата обстановка в края на V в. и началото на VI в. започват нападенията на славяните, а през първата половина на VI век и на прабългарите. Както е известно, през 681 г. от тези две племена се образува славянобългарската държава.
За пръв път в писмен документ се срещат данни за село Стамболово през 80-те години на XV век, в един турски регистър, който описва поземлените владения в санджака Нигеболи (днешен Никопол). Там то фигурира с тогавашното си име Омур бей кьой, заедно със селата Михалче (дн. Михалци) и Мурад бей кьой (дн. Бяла черква). В регистъра феодалното владение на Омур бей е записано като зиамет, състоящ се от селата Павликени, Михалче, Мурад кьой и Омур кьой. В него ясно е посочено, че зиаметът на Омур бей преди това е бил на Фируз бей. В административно отношение зиаметът влиза във вилаета (околия) Търнови, Никополски санджак – един от най-големите по това време в империята. От регистъра научаваме, че селата Павликени и Михалче са били чисти български, а селата Мурад кьой и Омур кьой – чисто турски. От 25-те села на Павликенския край в 8 е имало от 1 до 10 турски семейства, 15 са били чисто български и 2 чисто турски. Омур бей кьой е записано като „чисто турско село с 86 турски семейства“.
Историческите сведения казват, че земите на дн. Павликени, Михалци, Мурад бей кьой (Бяла черкава) и Омур бей кьой (Стамболово), през през XV век отначало са подарени от върховната турска власт като мюлкове (поземлени владения с широки права) на Фируз бей – един от видните военачалници на султан Баязид I. След това той превръща подарените му мюлкови села във вакъфи. Както в мюлковете, така и във вакъфите, зависимото население изплаща почти изцяло данъчните си задължения на прекия си господар, в случая на Фируз бей. Обаче по време на султан Мехмед II (1451 – 1481 г.), за да укрепи военната си организация, централната власт от 1478 година започва да конфискува вакъфските и мюлковиите земи и да ги раздава на различни спахии под формата на тимари или зиамети. Тогава поменатите Търновски села от вакъфа на Фируз бей са причислени към зиамета на Омур бей и превърнати в спахилъци. Ясно е, че селото носи името на притежателя на зиамета – Омур бей.
Христо Марков в своята книга „История на 9-ях дни в Дряновския манастир 1876“ дава сведения за следното предание:
| „ | В старо време имало един много прочут юначен български болярин на име Кьосе Михал, който поради дворцови интриги напуснал старата столица Търново и сетне се потурчил. Кьосе Михал имал синове, внуци и много правнуци, които се ползували с особено благоволение пред турските султани. Един от тия внуци или правнуци, на име Михал бей Мухалоглу, направил някаква голяма услуга на султана и той издал ферман, според който на същия се подарявала толкова и където пожелаел в империята земя, колкото би могъл да заобиколи с коня си за един ден. След това и двамата му по-млади братя Мурад и Омур основали наблизо също на тяхно име още две села: 4 км на запад – Мурад бей кьой, по-сетне наречено от селяните Горни турчета, и на 2,5 км на север – Омур бей кьой, по-сетне наречено Долни турчета. | “ |

Почти същата информация дава и Бачо Киро, опирайки се на преданията и спомените на съселяните си:
| „ | Туй място, дето сега е Мурад бей кьой или Горни турчета, по предание казват, че преди време е било празно място, което било харизано от султаните на някого си Гаази Фируз бей за негови заслуги, и с ферман потвърдени… Казват, че толкоз празно място му се дало, колкото можел да заобиколи за един ден с коня си. После неговите наследници Мурад бей кьой и Омур бей направили по един чифлик на туй място край Росица. Мурадбейовият чифлик бил, дето сега е село Горни турчета, а Омурбейовият бил половин час път надолу край реката, дето сега е село Долни турчета. | “ |

Омур кьой възниква още в първите години на XV век в землището на село Стамболово по долината на река Росица като селище на турски колонисти, непосредствено след османското завоевание на България в резултат на системната колонизация, провеждана от Османската империя. В документа от XV век вече фигурират две поколения турци. От друга страна запазените турски названия на почти всички местности (Айвалъка, Актепе, Бозахлъка, Янаклъка, Боаза и др.) в землището на селото показва, че то е просъществувало през цялото времетраене на османското владичество. Селото съществува като такова до Руско-турската освободителна война, но вече с няколко заселили се в непосредствена близост до него български домакинства.

### Първи български семейства
През XVI век поради икономически причини в Османската империя, западане на спахилъка и преместване на агите в градовете, турското население изпитвало нужда от българска работна ръка. Тогава почнали да слизат работници от Балкана (някои от тях потомци на забягнали от същия край към Балкана българи) първоначално на сезонна работа, а след това привлечени от по-плодородните земи и по-сносния живот. Така Бачо Киро пише:
| „ | Като им идели работници от къде Балкана, дето него време бил все по-много български народ, тези които им работели, питали се помежду си кой де е работил и който им работил при Мурад бей, думал им „на Горното турче работих“, а който е работил на Омур бей, казвал е „на Долното турче работих“. И тъй от приказката Горното и Долното турче, после като се заселили около тях и други фамилии, станали села и добили имена Горни и Долни турчета. | “ |

По този начин българските работници от Балкана дават ново име на Омур бей кьой, което фигурира в документите до месец май 1893 г., когато Долни турчета се преименува в Стамболово.
Както посочва Бачо Киро, след време някои от тези българиработници, опознавайки се с турците по-отблизо и привлечени от тях, решават да се заселят със семействата си в непосредствена близост до Омур бей кьой. Така на север от тогавашното турско село, до реката срещу горния брод, възниква българска махала от 5 – 6 къщи. От кои родове са тези семейства, с положителност не може да се каже, но спомените на стари стамболовчани ни насочват към двата най-стари рода на Еневци и Тодоровци.
Българската махала постепенно нараства от други преселили се български семейства като родовете на Саръгеровци и Делидимовци, Банчевци, Късите, Димитровци, Геновци, Узуните, Дочевци, Коджалиевци, Кьороолу и др.
Още преди Освобождението от с. Михалци тук се преселили Кескиневци, Геноолу, Царските, Кьорйордановци, а от Вишовград – Недялковци и на Зелен Станчо.

### Стопанство XV–XIX век
За стопанския облик на северозападния В.Търновски край през XV – XVI век се съди по сведенията в регистрите за данъците на раята. От тях се вижда, че по-голямата част от населението в този край се занимава със селскостопанска дейност. Най-много са отглеждани зърнените култури и зеленчуковите насаждения. От регистрираното през XV век мито за продажба на шира личи, че лозарството е също добре развито. Наред с другите селскостопански занятия се развива и скотовъдството. В Долни турчета най-много са отглеждали овце и биволи. До Освобождението тези занятия само се усъвършенстват. Бачо Киро пише за с. Горни турчета:
| „ | Жителите на това село (Бяла черква) се поминуват, както и другите околни села, със скотовъдство, лозарство, а най-вече с орачество. | “ |

### Освобождение
Поради това че селото е почти изцяло турско, то не е удобно стратегически за провеждане на националноосвободителни борби. Жителите на с. Долни турчета научават за обявяването на Освободителната война и за преминаването при Свищов на „братята руси“. Пръв в селото носи новината на 20 юни 1877 Ангел Димитров, избиран десетки години за чорбаджия на българите. Той имал работа в Търново, където научил новината и я донесъл на българските семейства.
След дебаркирането Драгунската бригада поема от Свищов към В. Търново. На 4 юли ген. Гурко поема командването на предния отряд в Батак. Гурко веднага решава да започне успешно разузнаване с конницата си към В. Търново, тъй като градът има голямо политическо значение като столица на Втората българска държава, в икономическо отношение е важен стопански център, а във военно отношение е възел към четири старопланински прохода (Шипченски, Тревненски, Сливенски и Твърдишки).
В изпълнение на заповедта на 7 юли в 7 часа сутринта Драгунската бригада преминава р. Росица, като един ескадрон се отправя надясно към шосето за В. Търново, а друг – по течението на реката, за да осигури безопасното движение на бригадата. Именно този ескадрон на Драгунската бригада, изпълнявайки своите задачи, освобождава рано сутринта на 7 юли 1877 година българите от село Долни турчета от петвековното иго и променил тяхната историческа съдба. Така при операция ръководена лично от ген. Гурко, 7 юли 1877 г. влезе в историята на Стамболово като първия ден на свободата след петвековното османско владичество.
Турските семейства се изселили масово, още преди да минат руските войски. Останалата малка част от жителите на селото са се изселили окончателно още в първите години след Освобождението. Името на селото – Долни турчета вече не отговаряло на действителното положение и това е било един от поводите за преименуването му през 1893 г.

## Население
Преброяване на населението през 2011 г.
Численост и дял на етническите групи според преброяването на населението през 2011 г.:
|                     | Численост | Дял (в %) |
| Общо                | 792       | 100,00    |
| Българи             | 399       | 50,37     |
| Турци               | 228       | 28,78     |
| Цигани              | 0         | 0,00      |
| Други               | 0         | 0,00      |
| Не се самоопределят | 47        | 5,93      |
| Неотговорили        | 88        | 11,11     |

## Религия

### Православен храм „Свети Димитър“
През 1880 г. селото се учредява комитет за постройка на храм, в който влизат Петър Енев – пръв дарител на имот за църквата, Стефан Колев, Тодор Вачев – също дарители на имоти за църквата и др. Две години по-късно започва и приключва страежа на храмовата сграда. Църквата е осветена от Великотърновски митрополит Климент. Пръв свещеник на енорията и църквата е бил свещеник Стефан Атанасов.

## Култура

### Народно читалище „Зора“
Културното средице в село Стамболово е основано през 1881 г. Играни са пиесите „Вампир“ (1932 г.), „Скакалци“ (1933 г.), „Милионерът“ (1934 г.), „Неразделни“ (1938 г.).

### Училище
През 1869 г. в селото се открива килийно училище. Първите учители са били от селата Михалци, Бяла черква и др. След това 11 години учител в селото е бил Стоян Дончев Стоянов. През 1926 г. в селото е построена училищна сграда.

## Редовни събития
Ежегодно на 26 октомври (Димитровден) се провежда събор на селото. Свети Димитър е патрон на местната църква.
На 7 юли 2007 година се провежда тържествено честване на 130-ата годишнина от освобождението на с. Стамболово от османско владичество.
На 9 юли 2011 година в с. Стамболово се провежда тържествено честване на 130-ата годишнина от създаването на читалище „Зора“.